# Алферьево (сельское поселение станция Старица)
Алферьево — деревня в Старицком районе Тверской области, входит в состав сельского поселения «Станция Старица». 

## География
Деревня расположена на берегу реки Холохольня в 17 км на север от центра поселения посёлка Станция Старица и 20 км на северо-запад от города Старица. 

## История
В 1821 году в селе была построена каменная Афанасьевская церковь с 2 престолами.
В конце XIX — начале XX века село входило в состав Прасковьинской волости Старицкого уезда Тверской губернии.  
С 1929 года деревня входила в состав Красновского сельсовета Старицкого района Ржевского округа Западной области, с 1935 года — в составе Калининской области, с 1994 года — в составе Красновского сельского округа, с 2005 года — в составе Красновского сельского поселения, с 2012 года — в составе сельского поселения «Станция Старица».

## Население
| 1859 | 1886 | 2002 | 2008 | 2010 |
| ---- | ---- | ---- | ---- | ---- |
| 216  | ↘196 | ↘12  | ↘5   | ↘1   |